# Bolina (náutica)

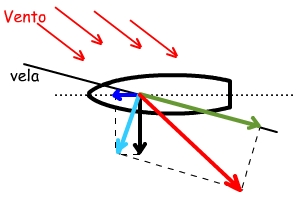
Bolina: la flecha azul celeste indica el empuje generado por el vacío en el lado de sotavento de la vela, que se puede descomponer en dos vectores, uno negro, que se cancela con una fuerza igual y de sentido contrario generada por la quilla bajo el agua, y otro de azul marino, que es la fuerza resultante o empuje que hace avanzar el barco.

En náutica, navegar de bolina (navegar de ceñida, ceñir, bolinear, barloventear) es la acción de navegar a vela contra la dirección del viento (hacia barlovento) en el menor ángulo posible. Este ángulo varía según el tipo de embarcación o el tipo de vela.
Es una técnica empleada por los barcos de vela que consiste en hacer un zigzag contra el viento, que les permite navegar a través de las zonas donde el viento no es favorable.

## Etimología
El término bolina proviene del término inglés bowline, «cabos o amarras de proa» que se utilizaron en los barcos de vela cuadra para aguantar las balumas de las velas de proa cuando se navegaba hacia barlovento. La bolina es propiamente el cabo con que se tira de la relinga de barlovento de la vela hacia proa o sotavento, para que cuando se ciñe el viento, este entre en la vela sin hacerla flamear.

## Acepciones, compuestos y locuciones
1. Bolina: es la cuerda con que se tira de la orilla de barlovento de la vela hacia proa o sotavento, cuando se ciñe el viento, para que este entre ella sin hacerla tocar o flamear.
  - Bolina de revés: cabos de revés, que son la escota de barlovento y la amura y bolina de sotavento.
  - Apuntar las bolinas: utilizar estos cabos para tesar las relingas de barlovento de las velas.
2. Bolina: es la posición del buque ciñendo el viento.
  - Bolina escasa: la posición en la que el aparejo toca, aun después de bien ceñido, para seguir un rumbo.
  - Bolina larga, franca, ancha o abierta: la posición de bolina desahogada, en que las velas reciben el viento sin que este las haga flamear.
3. Bolina: es el castigo que en los buques de guerra se daba a los delincuentes, azotándoles corriendo al lado de una cuerda que pasaba por una argolla asegurada a su cuerpo.
  - Correr la bolina: sufrir el castigo de este nombre.
4. Bolinas: son los juncos con los que se plegaban las velas en las galeras.
5. Bolina de palo: el palo en el que están envergadas las velas cangrejas y otras de igual forma.

## Principio físico
El flujo de aire que se genera alrededor de una vela (o cualquier cuerpo sumergido en un fluido en movimiento) causa un aumento de velocidad de los puntos de la parte exterior (convexa) de la vela. En un fluido incompresible, a un cambio de velocidad le corresponde un cambio de presión.
La presión actúa sobre la vela: imaginando la vela dividida en muchos trozos pequeños, y teniendo en cuenta las contribuciones de la presión que actúa sobre estas pequeñas piezas tanto a barlovento como a sotavento, se obtiene la fuerza resultante del viento que actúa sobre la vela, llamado empuje.
Es el mismo principio que genera el empuje a la quilla del barco, en las alas de los aviones, los puentes, etc. En esencia, más que por la presión generada en la banda de barlovento, el empuje es causado por la depresión generada en la banda de sotavento. La resultante del empuje es perpendicular a la cuerda media de la sección curva de la vela (en primera aproximación).
El perfil de una vela expuesta al viento divide el flujo de aire en dos segmentos. Debido a la curvatura de la vela en uno de los dos segmentos (barlovento) el aire circula más lentamente, ya que debe recorrer menos «camino», mientras que el que recorre la superficie externa de la vela, camino más largo (sotavento), se acelera aumentando la velocidad. 

La diferencia de velocidades origina, de acuerdo con el principio de Bernoulli, el establecimiento de una diferencia de presión entre los dos lados de la vela. La presión del lado interior (barlovento) es mayor que la del lado exterior (sotavento) y se manifiesta como una fuerza de aspiración sobra la vela, más o menos perpendicular a la dirección del viento haciendo avanzar así la embarcación.
Este principio, combinado con el uso de la quilla, permite que la embarcación se mueva en línea recta contra el viento. Lo que no sería así en ausencia de la quilla ya que crea una fuerza bajo el agua, «igual» en intensidad, pero de sentido contrario a la componente perpendicular al eje del barco descrita, sin uso constructivo de este dispositivo quilla, sólo daría lugar sin la posibilidad de contar con un recorrido barlovento o rumbo controlado.
Cuando la vela mayor se añade la presencia de un foque (o un Génova) entre ambas se establece una compleja interacción. La hipótesis de que hay un cuello de botella que aumenta la velocidad del aire en la superficie a sotavento de la vela mayor debe considerarse errónea. La interacción fundamental de ambas velas se puede resumir en un traslado hacia popa del flujo del (viento aparente) que actúa sobre la vela de proa mejorando la capacidad de la embarcación para ir contra el viento.

## Historia
En las antiguas embarcaciones con velas cuadras, la bolina o "Borin" (bow-line) era un cabo que permitía tensar el canto vertical de una vela cuadra (llamado grátil). Dado que este cabo se utilizaba para cazar el extremo de barlovento de la vela cuadra cuando la embarcación se «ceñía» al viento, el término se ha convertido en sinónimo de este tipo de navegación y el «ajuste» óptimo de la vela para hacerlo.
En la Antigüedad, los barcos a remo (galeras y galeones), la bolina era un castigo por el que se hacía correr al condenado a lo largo de todo el barco, mientras se le golpeaba.

## Comentarios
El mismo principio permite sustentarse a un ala de un avión a causa del empuje generado hacia arriba. Los usos más comunes se encuentran en las alas de aviones, que explotan el empuje para mantener el vuelo y en los coches deportivos, donde se utilizan alerones invertidos para generar una resistencia aerodinámica y mejorar la adherencia de los coches con el suelo a alta velocidad. 

En el carburador también se utiliza el mismo principio: el aire que pasa por el cuello de botella del conducto de admisión (llamado tubo de Venturi) aumenta su velocidad, creando un vacío. Si en el entorno hay un tubo de menor diámetro lleno de líquido, este será absorbido y pulverizado por el aire que circula a gran velocidad por el cuello de botella. 